# Hydropsyche nasuta
Hydropsyche nasuta är en nattsländeart som beskrevs av Georg Ulmer 1930. Hydropsyche nasuta ingår i släktet Hydropsyche och familjen ryssjenattsländor. Inga underarter finns listade i Catalogue of Life.